# 永居慎平
永居慎平（日语：／ Nagai Shinpei），日本男性動畫師、動畫演出家、動畫導演。

## 來歷
1997年加入SHIN-EI動畫。在《蠟筆小新》團隊擔任製作進行11個月後，離開了公司。此後，他擔任過多部動畫的製作進行，並在RADIX負責製作。此後，他成立了Bridget公司，主要從事作畫和上色的分包業務。自2006年起，他也作為動畫師活躍，並於2014年創作了他的第一部導演作品《犬神同學和貓山同學》。2019年，他宣布退出動畫界，但於10月回歸。

## 參加作品

### 電視動畫
1997年
- 蠟筆小新（製作進行）[注 1]

1998年
- 超級娃娃戰士★麗佳（製作進行）
- 鄰家女孩 Miss Lonely Yesterday 在那之後的你…（製作主任）

1999年
- 超速YOYO（製作進行）

2001年
- 電腦冒險記（製作進行）
- 頑皮小白貂（製作擔當）

2006年
- 血色花園（第2原畫）
- 死亡代理人（原畫）
- 神奇寶貝鑽石&珍珠（原畫）

2007年
- 神曲奏界（原畫）
- BLUE DROP ～天使們的戲曲～（原畫）

2008年
- 十字架與吸血鬼（原畫）

2009年
- 肯普法（原畫）
- 道子與哈金（原畫）
- 咲-Saki-（第2原畫）

2010年
- BLEACH 斬魄刀異聞篇（原畫）
- 荒川爆笑團 The Bridge×Bridge（原畫）

2012年
- 夏色奇蹟（作畫監督補佐）
- 松本零士「OZMA」（日语：オズマ (アニメ)）（作畫監督）
- 緋色的碎片 第二章（演出）
- 旋風管家！CAN'T TAKE MY EYES OFF YOU（原畫）

2013年
- PSYCHO-PASS心靈判官（演出、作畫監督補佐）
- 武士弗拉明戈（演出）
- 絕對防衛利維坦（作畫監督補佐）
- 聖鬥士星矢Ω（原畫）
- 能量獸之戰獸旋戰鬥（原畫）

2014年
- 真抓狂徵信社（日语：ストレンジ・プラス）（分鏡、演出、作畫監督、原畫）
- 愚者信長（原畫）
- 妖怪手錶（演出）
- 犬神同學和貓山同學（導演、分鏡）
- 關於完全聽不懂老公在說什麼的事（導演、編劇（負責全話）、分鏡、演出、原畫）

2015年
- 關於完全聽不懂老公在說什麼的事 (第2期)（導演、編劇（負責全話）、分鏡、演出、原畫）
- 哆啦A夢 (2005年版)（分鏡）
- Aquarion Logos（分鏡、演出）
- GANGSTA.（演出）

2016年
- 線上遊戲的老婆不可能是女生？（分鏡、演出）
- Scared Rider Xechs（分鏡、演出、首席演出）
- JoJo的奇妙冒險 不滅鑽石（分鏡）
- 最終騎士（分鏡）
- 齊木楠雄的災難（分鏡、演出）

2017年
- 南鎌倉高校女子自行車社（演出）
- MARGINAL#4從KISS開始創造的BigBang（分鏡）
- 王室教師海涅（分鏡、演出）
- 梵諦岡奇蹟調查官（助理導演、分鏡、演出）
- Gamers 電玩咖！（分鏡）
- 食戟之靈 餐之皿（演出）

2018年
- 邪神與廚二病少女（分鏡、演出）
- BANANA FISH（分鏡）
- CONCEPTION 產子救世錄（分鏡）

2019年
- 約會大作戰III（分鏡）

2020年
- 夢幻之星Online2 神諭篇章（演出、作畫監督）
- 邪神與廚二病少女'（分鏡）
- number24（日语：number24）（分鏡）
- 遊☆戲☆王SEVENS（分鏡）
- 土下座跪求給看（導演、Animatics Creator、演出、作畫監督）

2021年
- 如果這叫愛情感覺會很噁心（導演輔佐、演出、作畫監督）

2022年
- 幻想三國志 -天元靈心記-（副導演、演出）

2023年
- 萬事屋齋藤先生轉生異世界（分鏡）
- 總之就是很可愛（分鏡）
- Dr.STONE 新石紀（分鏡）
- 屍體如山的死亡遊戲（分鏡）
- 機戰少女Alice Expansion（分鏡）
- 江戶前精靈（分鏡）
- 第二次被異世界召喚（分鏡）
- 獻祭公主與獸王（分鏡、演出）

2024年
- 2.5次元的誘惑（分鏡）
- 魔王2099（分鏡）
- 重啟人生的千金小姐正在攻略龍帝陛下（分鏡）

2025年
- 群花綻放、彷如修羅（分鏡）
- 男女之間存在純友情嗎？（不，不存在！）（分鏡）

### 電影動畫
1998年
- 蠟筆小新：電擊！豬蹄大作戰（製作進行）

## 腳註

## 相關項目
- SHIN-EI動畫
- RADIX ACE ENTERTAINMENT
- Animetion Studio Seven（日语：アニメーションスタジオ・セブン）

## 外部連結
- 永居慎平的X（前Twitter） （日語）